# Аннвілл Тауншип (округ Лебанон, Пенсільванія)
Аннвілл Тауншип (англ. Annville Township) — селище (англ. township) в США, в окрузі Лебанон штату Пенсільванія. Населення — 4759 осіб (2020).

## Демографія
Згідно з переписом 2010 року, у селищі мешкало 4767 осіб у 1537 домогосподарствах у складі 867 родин. Було 1652 помешкання
Расовий склад населення:
| - 94,4 % — білих - 1,5 % — чорних або афроамериканців - 1,4 % — азіатів - 0,1 % — вихідців з тихоокеанських островів - 0,1 % — корінних американців - 1,1 % — осіб інших рас |

До двох чи більше рас належало 1,4 %. Частка іспаномовних становила 3,8 % від усіх жителів.
За віковим діапазоном населення розподілялося таким чином: 15,4 % — особи молодші 18 років, 71,2 % — особи у віці 18—64 років, 13,4 % — особи у віці 65 років та старші. Медіана віку мешканця становила 26,6 року. На 100 осіб жіночої статі у селищі припадало 87,4 чоловіків;  на 100 жінок у віці від 18 років та старших — 83,8 чоловіків також старших 18 років.
Середній дохід на одне домашнє господарство  становив 56 532 долари США (медіана — 47 043), а середній дохід на одну сім'ю — 69 112 долари (медіана — 58 571). Медіана доходів становила 42 629 доларів для чоловіків та 32 440 доларів для жінок. За межею бідності перебувало 14,4 % осіб, у тому числі 10,0 % дітей у віці до 18 років та 0,0 % осіб у віці 65 років та старших.
Цивільне працевлаштоване населення становило 2248 осіб. Основні галузі зайнятості: освіта, охорона здоров'я та соціальна допомога — 30,8 %, мистецтво, розваги та відпочинок — 13,2 %, роздрібна торгівля — 13,1 %.